# Аяґава

Аяка́ва (яп. 綾川町, あやがわちょう, МФА: [ajagawa t͡ɕoː]?) — містечко в Японії, в повіті Аяута префектури Каґава. Розташоване в центральній частині префектури. Отримало статус містечка 2006 року. Площа становить 109,67 км². Станом на 1 липня 2012 року населення складало 24 177  осіб, густота населення — 220 осіб/км².   

## Історія
Містечко було засноване 21 березня 2006.